# 匀东镇
匀东镇，是中华人民共和国贵州省黔南布依族苗族自治州都匀市下辖的一个乡镇级行政单位。
2014年4月14日，贵州省人民政府批复同意都匀市部分乡镇行政区划调整，以原王司镇、坝固镇、大坪镇、洛邦镇行政区域为新设置的匀东镇行政区域，镇人民政府驻大坪村。

## 行政区划
匀东镇下辖以下地区：
附城村、瓮桃村、马场村、绕河村、坝固村、羊列村、摆茶村、鸡贾村、明英村、河东村、甲登村、茶场社区、牛场社区、大坪社区、大坪村、幸福村、马寨村、营盘村、五星村、王司社区、王司村、桃花村、新场村、五寨村、三联村和新坪村。

## 交通
- 贵广客运专线：都匀东站